# Billen (molen)
Het billen van een molensteen is het scherp maken voor gebruik. De term is verwant met het Middelnederduits billen ‘een molensteen scherpen’; Oudhoogduits thuruh-billōn ‘met een bil (= hakwerktuig) iets weghakken’ (Nieuwhoogduits billen ‘hakken met een houweel’); Nieuwfries bilje; Middelengels billen ‘krabben, steken’; < Proto-germaans *bilja-. Zie ook de Franse term rhabiller.
De molenstenen vormen samen een koppel: de ligger en een loper. Beide stenen zijn voorzien van uitgehakte groeven: het scherpsel. De ligger is de onderste steen die stil ligt en de loper draait door aandrijving van het gaande werk. Door het gebruik slijten de loopvlakken van de molenstenen en deze moeten dus regelmatig opnieuw worden gescherpt. Door de groeven opnieuw dieper uit te kappen met een bilhamer worden de stenen weer op scherpte gebracht. Hiertoe wordt middels een steenkraan eerst de stenen uit het loopwerk getild, zodat ze makkelijker bewerkt kunnen worden. Na het billen worden de stenen teruggeplaatst en opnieuw gesteld. Het scherp houden van de molenstenen is essentieel om een goede maalwerking te behouden.
Het meel dat gemalen wordt vlak na het billen heet bilmeel. Dit meel bevat steengruis van het billen, en is niet geschikt voor menselijke consumptie.
Kunststenen hoeven minder vaak gebild te worden dan blauwe stenen, omdat het materiaal bij bepaalde kunststenen harder is en minder snel slijt. Later zijn stenen uitgevonden waarbij de groeven van een zachter materiaal zijn dan de kerven of rillen, waardoor de steen eenvoudiger te scherpen is, omdat alleen zacht materiaal weggehakt moet worden. Deze stenen noemt men stenen met zachte uitslag of zacht bodemsel.

## Opzetten nieuw scherpsel
Bij een nieuwe steen moet er een scherpsel opgezet worden. Ook bij gebruikte stenen komt het voor dat er een nieuw scherpsel opgezet moet worden, omdat er een ander product gemalen of geproduceerd moet worden. Hiervoor worden houten mallen gebruikt. Voor het verwijderen van het oude scherpsel wordt een kneushamer gebruikt.

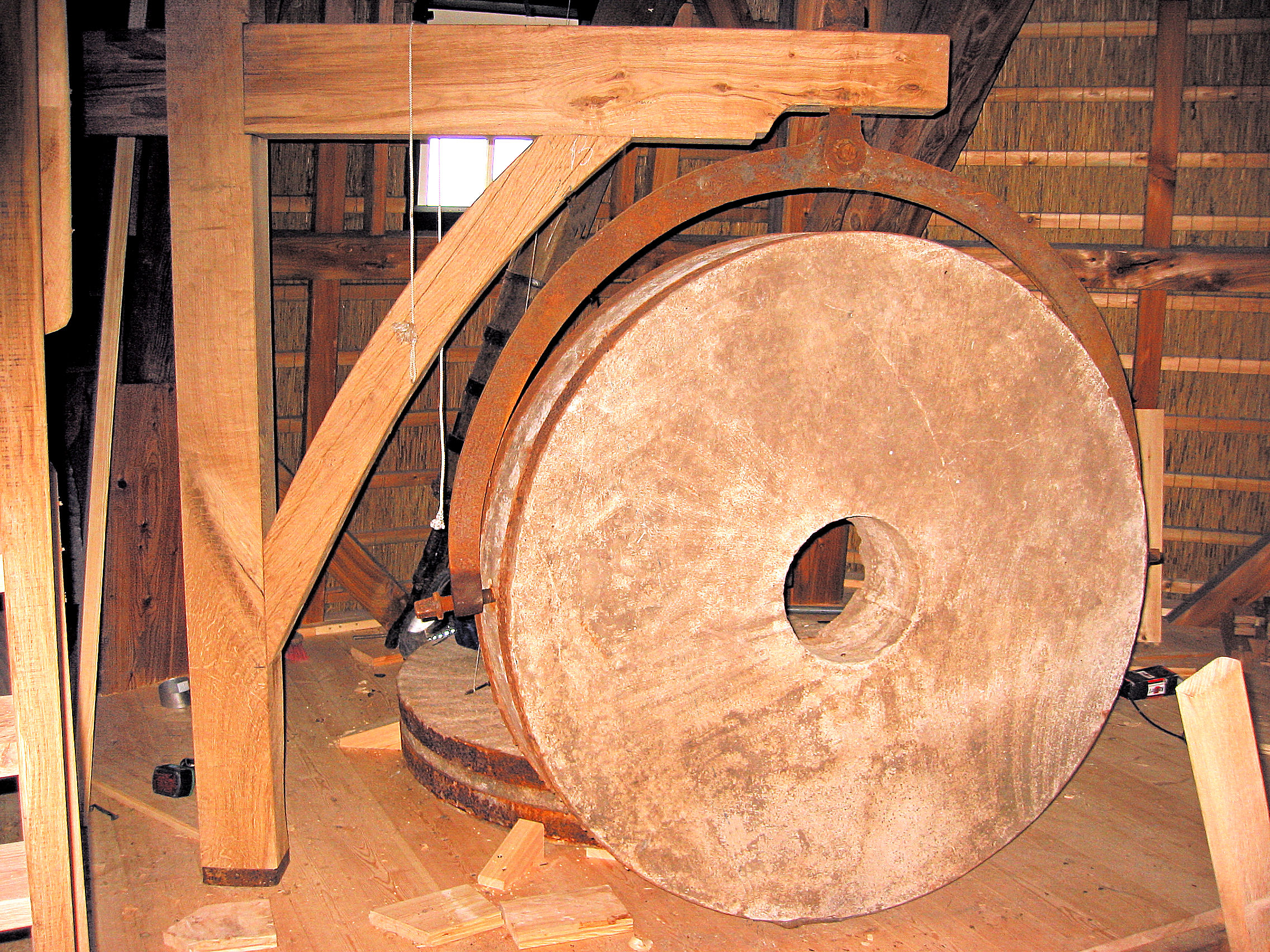
Molensteen in een steenkraan
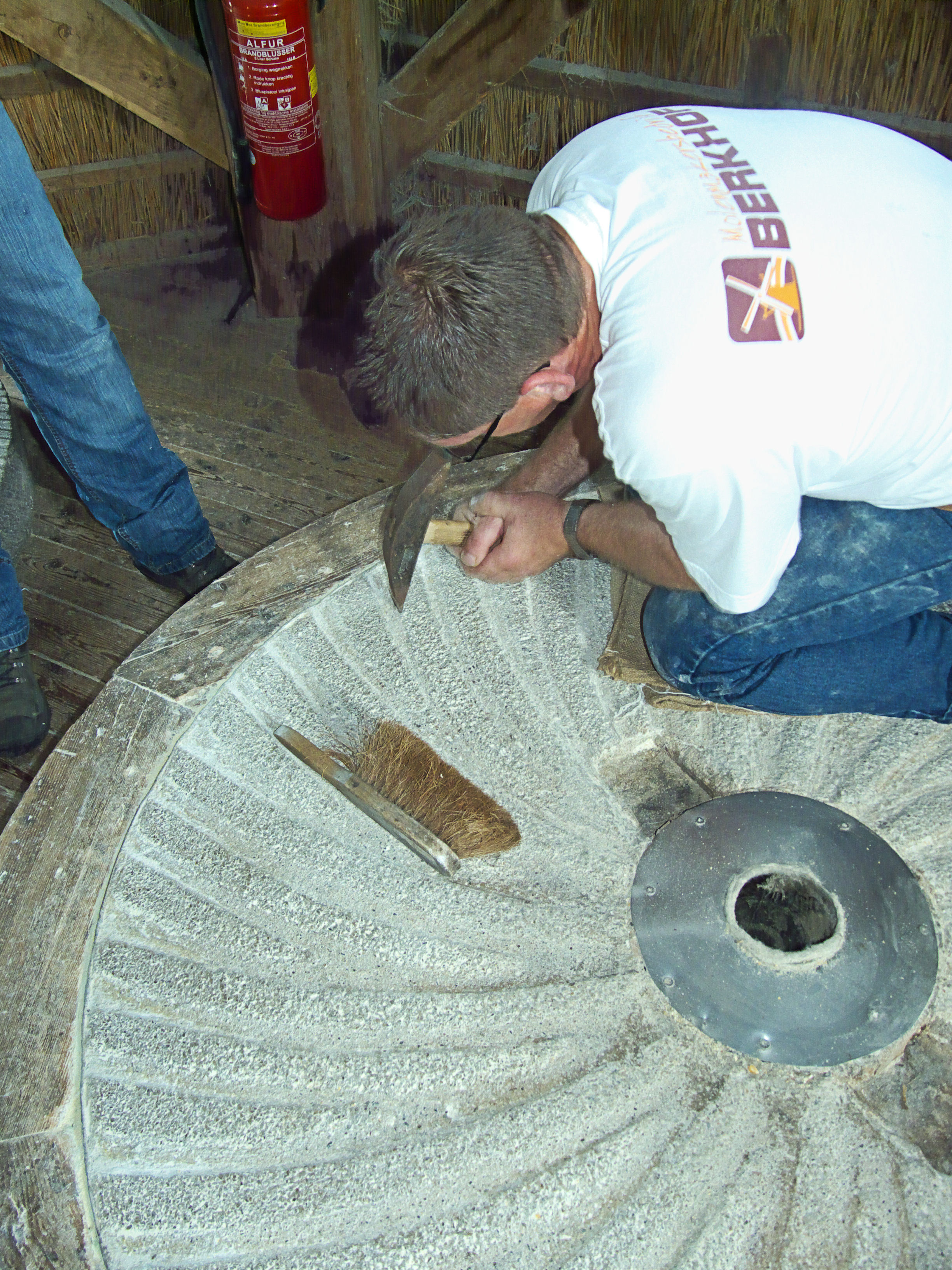
Billen
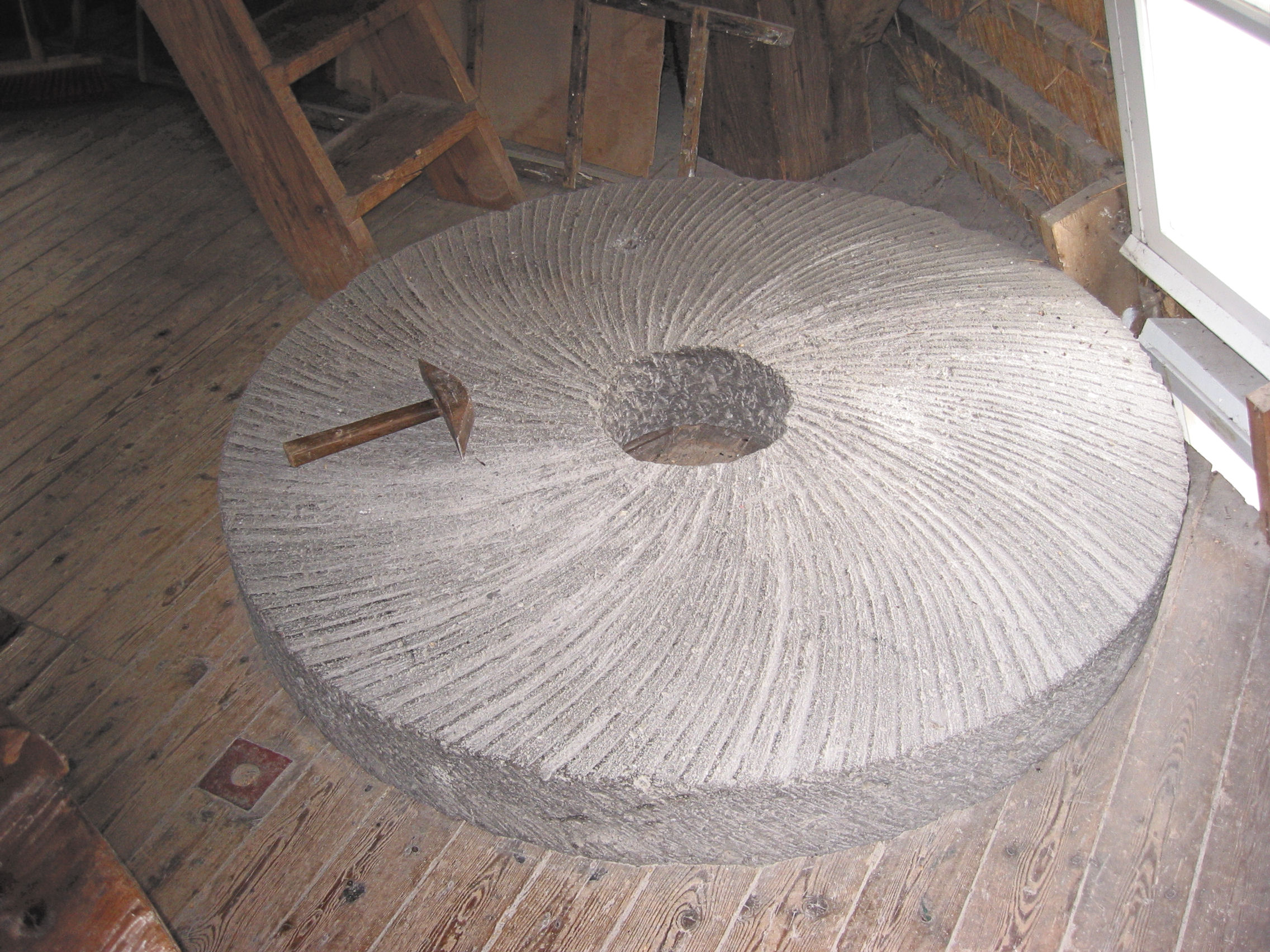
Molensteen met bilhamer
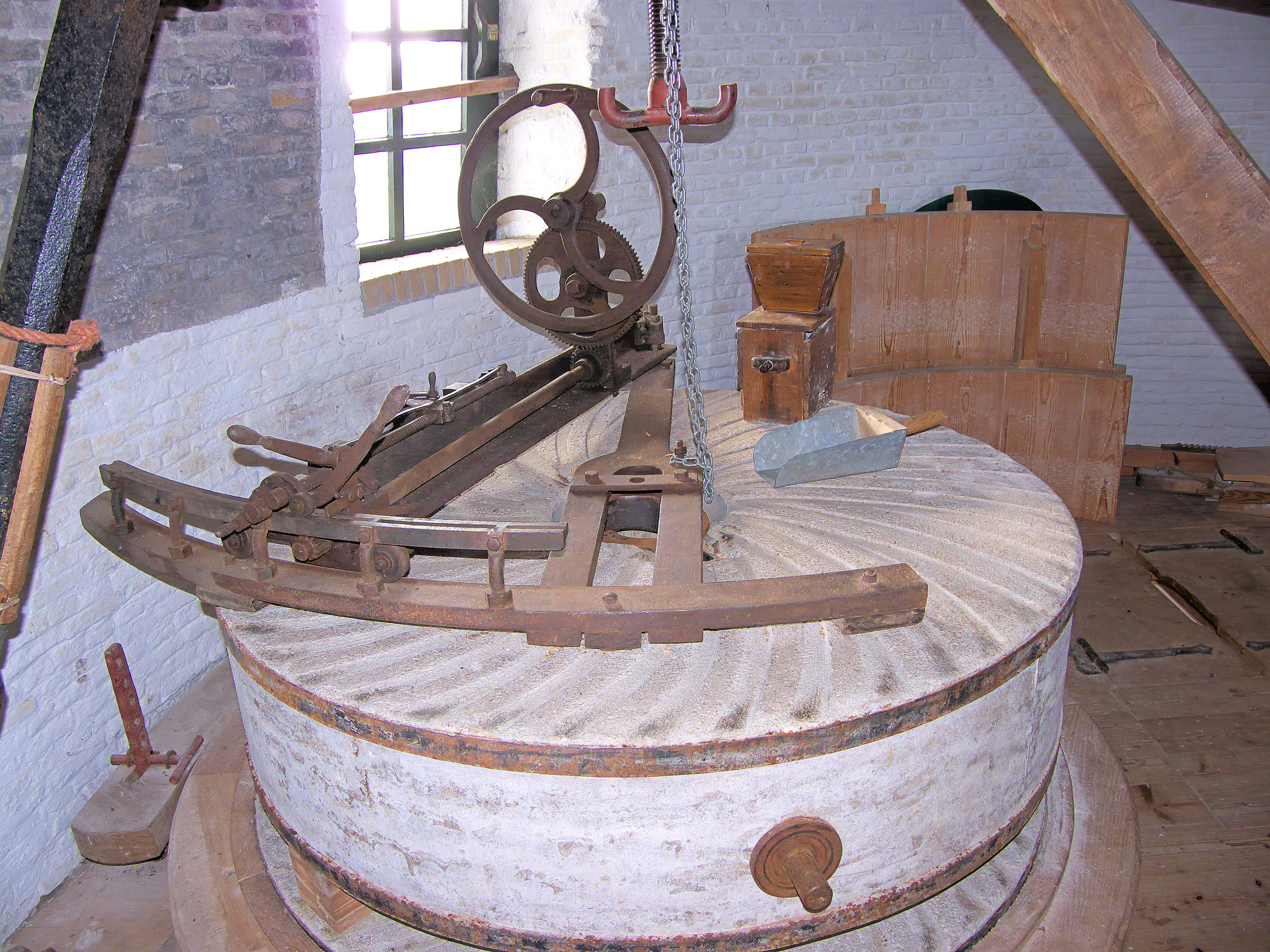
Bilmachine
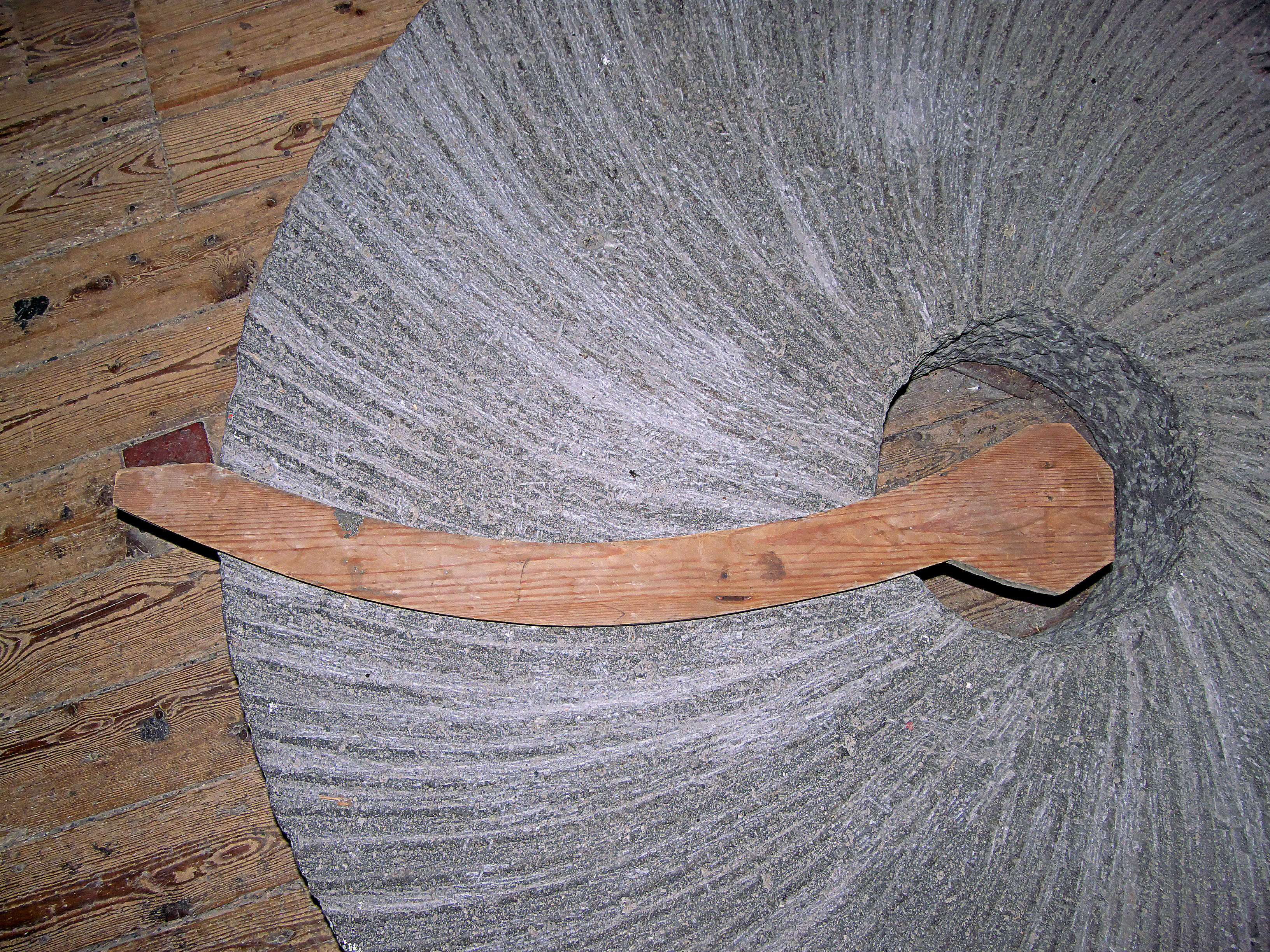
Mal voor het uitzetten van een zwaaischerpsel. De drie gaatjes in de mal boven het kropgat zijn voor de voorbijligging
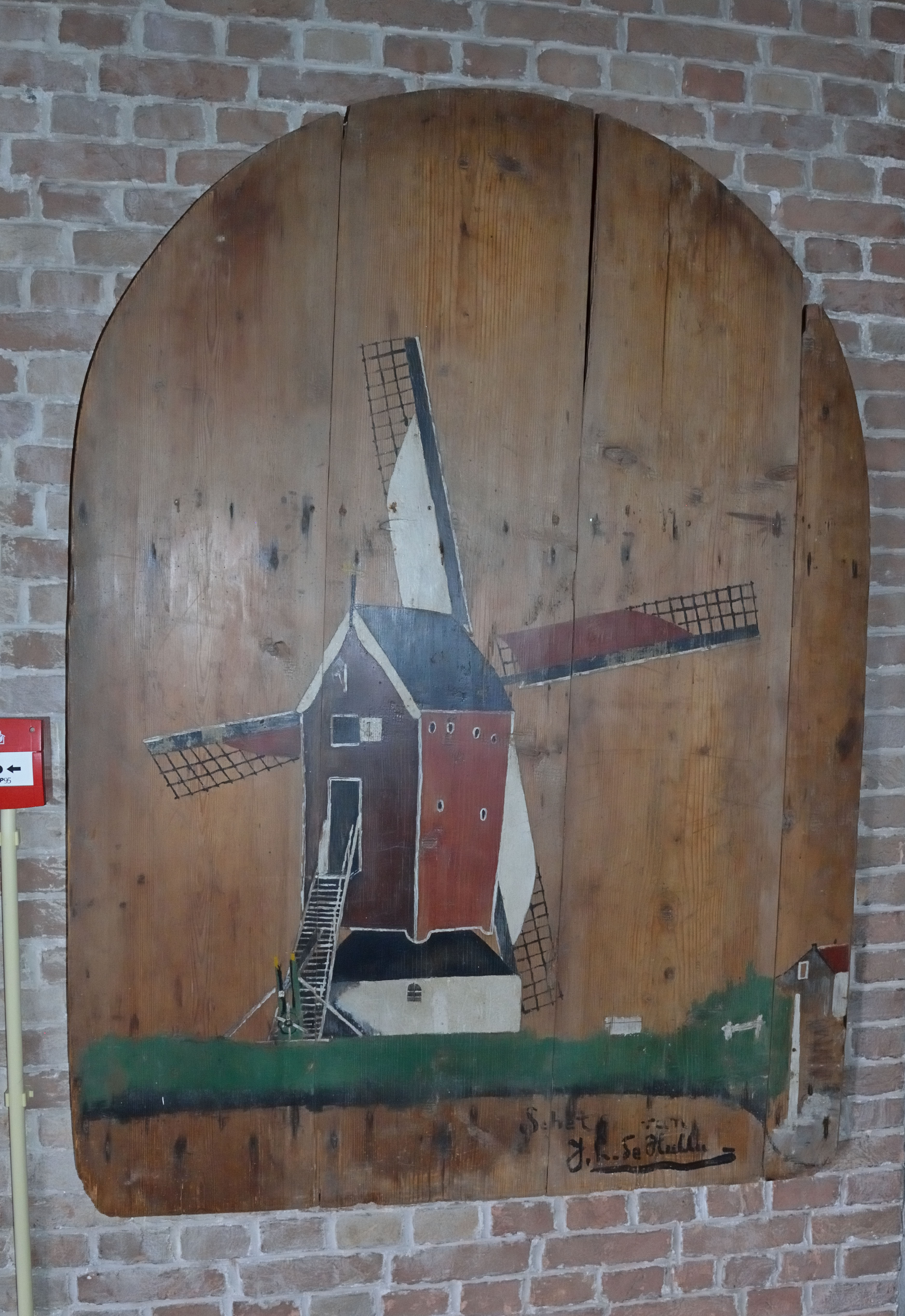
Verduisteringsluik voor het billen